# Store Snart
Store Snart, även Storesnart eller Store-Snart, är en ö i Tanums kommuns norra skärgård i Bohuslän. Ön ligger cirka 800 meter väster om Resö hamn.
Store Snart ligger inom Kosterhavets nationalpark.
Under slutet av 1900-talet bodde två bröder på ön. De blev öns sista bofasta. När de sålt bostadshuset till sommargäster och flyttat in i sjöboden blev de rikskända.

## Etymologi
Ön kan ha fått sitt namn av det norska ordet snart; brand, bränt stycke. Store Snart är mörkare än de omgivande öarna.